# میشل د رایت (فیلم ۲۰۱۵)
میشل د رایت (به انگلیسی: Michiel de Ruyter) یک فیلم هلندی محصول سال ۲۰۱۵ دربارهٔ دریاسالار دوران طلایی هلند (میشیل د رایت) است که توسط رول رینکارگردانی شده‌است. این فیلم نخستین نمایش خود را در موزه ملی دریانوردی هلند در آمستردام در تاریخ ۲۶ ژانویه ۲۰۱۵ داشت و در سینماهای هلند در تاریخ ۲۹ ژانویه ۲۰۱۵ منتشر شد. در وب سایت تبلیغاتی انگلیسی، این فیلم به نام دریاسالار شناخته شده‌است.

## داستان
زمانی که جمهوری تازه جان گرفته‌ هلند توسط انگلستان، فرانسه، آلمان و نیروهای داخلی مورد حمله قرار می‌گیرد و جنگ داخلی رخ می‌دهد، تنها یک مرد می‌تواند قوی ترین سلاح کشور، یعنی ناوگان هلند را رهبری کند. ...

## تصاویر پشت صحنه

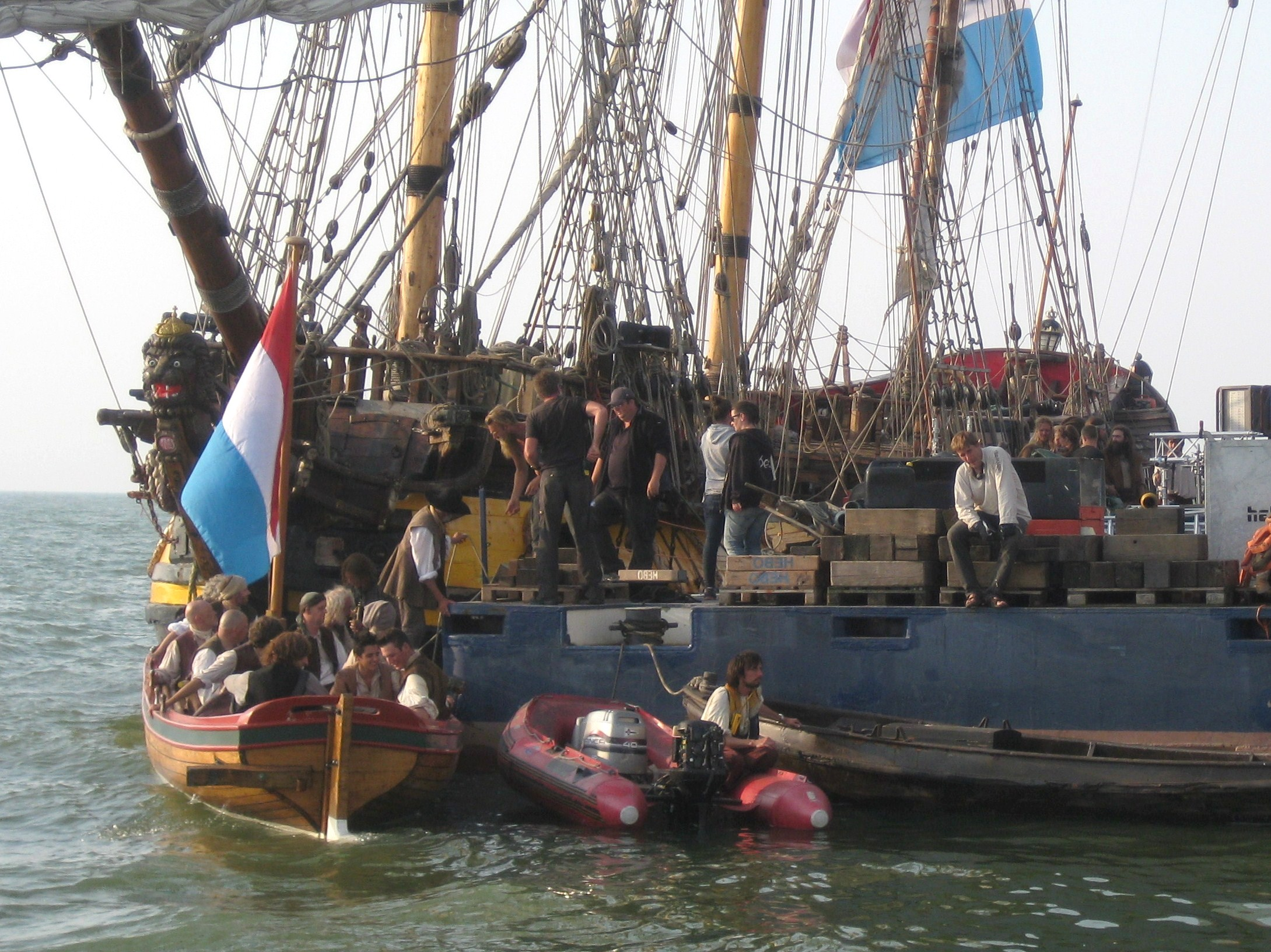
کارگردان رول رین (مرکز، پوشیدن کلاه) با بازیگران و اعضای گروه در تولید فیلم سال ۲۰۱۴ فیلمبرداری شده‌است

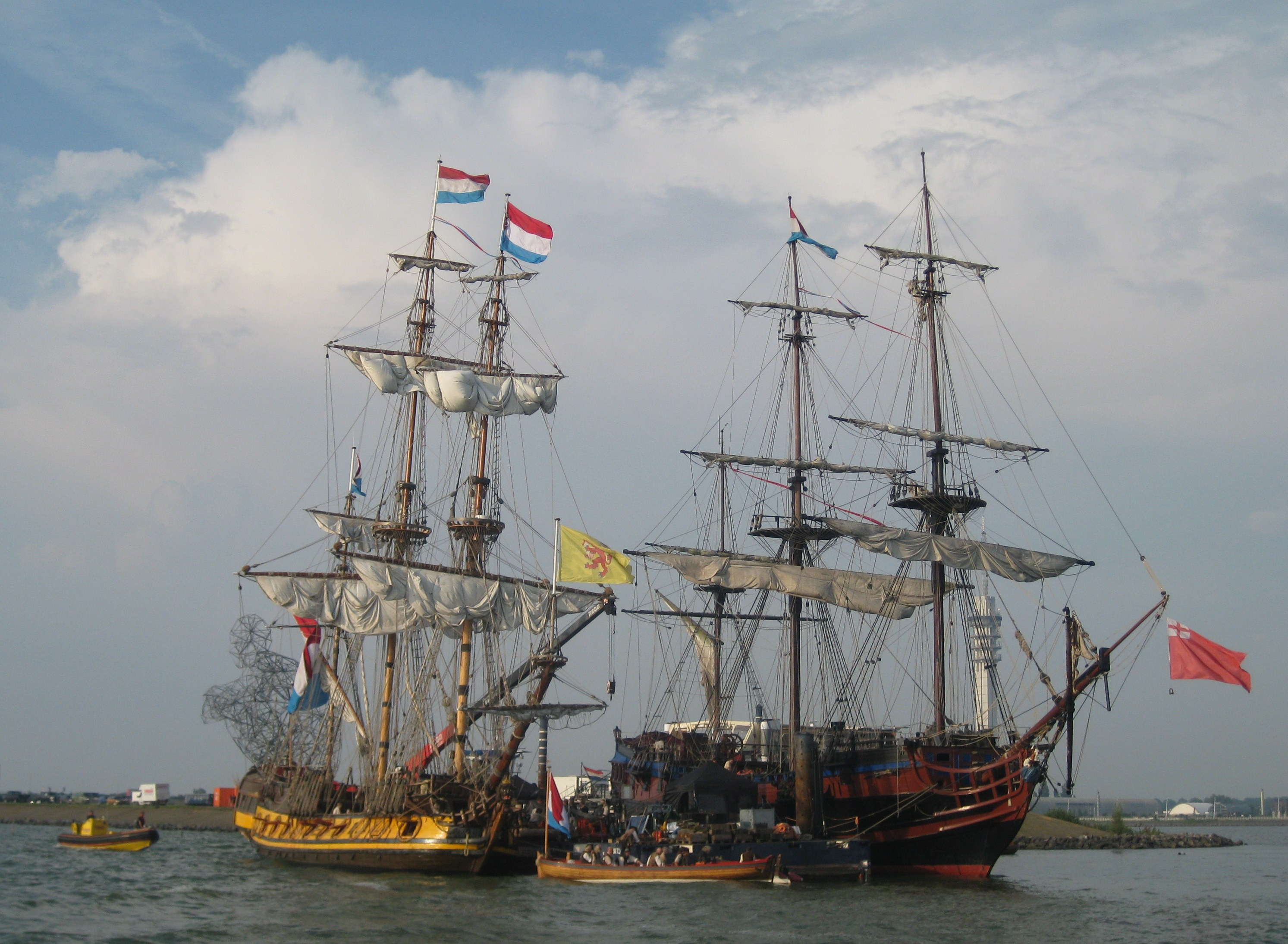
تصویری از فیلم در نزدیکی لیلی‌استاد در هلند با ناو